# Le Chevalier d'Éon
Pour les articles homonymes, voir Chevalier d'Éon (homonymie) et Eon.
Le Chevalier d'Éon (シュヴァリエ, Shuvarie) est une série japonaise d'animation en 24 épisodes réalisée par Kazuhiro Furuhashi en 2006. Elle raconte la vie romancée de Charles de Beaumont, chevalier d'Éon, célèbre espion de Louis XV, par le romancier japonais Tō Ubukata. La série a d'abord été diffusée au Japon sur WOWOW du 19 août 2006 au 2 février 2007. En France, la série est disponible en streaming légal et gratuit grâce au diffuseur Kazé.
L'histoire a également été adaptée en manga illustré par Kiriko Yumeji sur un scénario de Tō Ubukata, publié en 2005.
Le Chevalier d'Éon a été diffusé sur le marché américain sous licence d'ADV Films, mais il a fait partie des plus de 30 titres transférés d'ADV Films à Funimation Entertainment en 2008.

## Scénario
L'histoire commence à Paris en 1752, lorsque le corps d'une jeune femme, Lia de Beaumont, est retrouvé dans un cercueil flottant sur la Seine. Le seul indice sur sa mort est le mot « Psaumes » écrit en lettres de sang sur le couvercle du cercueil. D'Éon de Beaumont, le petit frère de Lia, chevalier au service du roi Louis XV, se charge d'enquêter sur la mort mystérieuse de sa sœur, ainsi que sur les étranges disparitions de plusieurs femmes. Trois compagnons viennent à son aide pendant son voyage.

## Personnages principaux
- D'Éon de Beaumont (デオン·ド·ボーモン, Deon do Bōmon?)

D'Éon de Beaumont est membre de la police secrète, qui travaille dans l'ombre à maintenir la société française en paix. Lorsque le corps de sa sœur Lia est retrouvé flottant sur la Seine dans un cercueil où le mot « Psaumes » est écrit, D'Éon est projeté dans une lutte sans merci contre les forces révolutionnaires et le surnaturel afin de découvrir la vérité sur la mort de sa sœur. D'Éon ressemble à s'y méprendre à Lia, ce qui lui donne un avantage face à une personne qui a été amie avec Lia. Ce personnage est inspiré de Charles de Beaumont, chevalier d'Éon.
- Lia de Beaumont (リア·ド·ボーモン, Ria do Bōmon?)

Lia est la grande sœur de D'Éon de Beaumont, et une escrimeuse de talent. Elle est morte dans des circonstances mystérieuses, et durant toute l'histoire, son frère cherche la vérité sur sa mort. En dépit de flash-backs la montrant comme une jeune femme aimante et appréciée, son esprit est rempli de colère, de regrets et de désirs de vengeance. Elle possède une botte unique à l'épée, qui permet à Teillagory de l'identifier à coup sûr quand les autres ont un doute. Plus tard dans l'histoire, il apparaît qu'elle est liée à Maximilien Robespierre ainsi qu'à d'autres personnages secondaires de la série. Beaucoup de membres de familles royales connaissaient et appréciaient Lia, comme la tsarine Élisabeth de Russie.
- Robin (ロビン, Robin?)

Robin est un jeune page de la reine de France, qui reçoit la mission d'aider D'Éon. En dépit de son jeune âge, il est sérieux et plein de ressources, et sa loyauté à la reine et à ses compagnons est sans faille. Robin apprécie beaucoup D'Éon et ses amis. Il combat au pistolet plutôt qu'à l'épée, au contraire des autres.
- Durand (ヂュラン, Juran?)

Durand est un escrimeur adepte du style florentin, utilisant une rapière et une main gauche en même temps. Il garde sa vieille montre comme un trésor, bien que celle-ci ne fonctionne plus. La loyauté de Durand semble incertaine à certains moments de l'histoire, mais il a eu des sentiments pour Lia. Il finit par s'attacher à Robin et le prendre sous son aile, allant jusqu'à lui confier sa précieuse montre.
- Teillagory (テラゴリー, Teragorī?)

Teillagory a été autrefois le maître d'armes de D'Éon et de Lia. C'est un chevalier très respecté qui servait du temps de Louis XIV. Il porte une ancienne épée qui lui a été offerte par Louis XIV, et reste attaché à l'époque de l'honneur des chevaliers. Teillagory a perdu son fils unique dans une guerre avant le début de l'histoire.

## Doublage

### Voix originales
- Yūki Tai : D'Éon de Beaumont
- Akio Nojima : D'Éon âgé
- Risa Mizuno : Lia de Beaumont
- Megumi Matsumoto : Robin
- Ken Narita : Durand
- Haruo Sato : Teillagory

### Voix anglaises
- David Matranga : D'Éon de Beaumont
- Ted Pfister : D'Éon âgé
- Taylor Hannah : Lia de Beaumont
- Tyler Galindo : Robin
- Illich Guardiola : Durand
- John Swasey : Teillagory

### Voix québécoises
- Nicholas Savard L'Herbier : D'Éon de Beaumont
- Hubert Fielden : D'Éon âgé
- Catherine Bonneau : Anna
- Violette Chauveau : Lia de Beaumont
- Geneviève Désilets : Mary
- Jean-Luc Montminy : Duc de Broglie
- Johanne Garneau : Marie
- Nicolas Charbonneaux-Collombet : Durand
- Diane Arcand : Élizabeth
- François L'Écuyer : St-Germain
- François-Nicolas Dolan : Robin
- Philippe Martin : Maximilien
- Yves Massicotte : Teillagory
- Viviane Pacal : Mme Pompadour
- Marc-André Bélanger : Cagliostro
- Daniel Picard : Louis XV
- Alain Zouvi : Guercy

 Source et légende : version québécoise (VQ) sur Doublage.qc.ca

## Production

### Écriture
« Lorsque nous écrivons une série, il arrive souvent que nous éliminions les aspects indésirables de chaque personnage au fur et à mesure que la série progresse et que les personnages se développent, car nous nous rendons compte progressivement des qualités principales de chacun d'entre eux. Pour Le Chevalier D'Éon, je pense que nous n'avons presque jamais retiré quoi que ce soit de l'histoire des personnages principaux établie au départ. Je pense que nous sommes parvenus à garder l'atmosphère voulue pour un drame cathartique de personnes qui étaient ou n'étaient pas loyales à leurs pays à l'aube de la Révolution française. Nous sommes restés fidèles au scénario qui nous avait été donné initialement, et je pense que nous y avons même ajouté de la profondeur. »
— Shotaro Suga, scénariste
Le scénariste Shotaro Suga fut contacté par Tetsuya Nakatake au début du projet, et accepta de travailler avec eux quand il apprit que Tow Ubukata et Kazuhiro Furuhashi prenaient part à la production. Il ne put pas travailler sur le projet immédiatement, car il travaillait sur Eureka Seven à ce moment. Suga admit que travailler avec Furuhashi le rendait nerveux, qu'il décrivait comme un « réalisateur expérimenté » vu que les autres séries sur lesquelles il avait travaillé, comme Ghost in the Shell: Stand Alone Complex, Blood+, Eureka Seven, et Casshern, avaient été dirigées par des réalisateurs débutants. Il décrivit les lectures du scénario du Chevalier D'Éon comme « encore plus intenses » que pour ses projets précédents, et que tous « n'arrêtaient pas de débattre pour mettre au point le moindre détail ». Le scénariste en chef Yasuyuki Muto ajouta que les réunions pour le scénario duraient jusqu'à 12 heures.

### Design et animation
Le directeur artistique Hiroshi Ono affirma qu'il avait d'abord eu du mal à décider s'il travaillait ou non sur ce projet : « L'information qu'ils m'avaient donnée suffisait pour comprendre que ça n'allait pas être un travail simple. L'histoire se passe à Versailles, puis se déplace de la France vers la Russie et l'Angleterre. Cela signifie que vous ne pouvez pas réutiliser les mêmes éléments de décor tout au long de la série, mais qu'au contraire il faut en créer de nouveaux pour chaque épisode. Les histoires de voyages sont toujours les projets les plus difficiles. » Ono était responsable des arrière-plans utilisés dans la série, et il utilisa des photographies et des peintures classiques comme références.
toi8 du Studio 4°C fut chargé de la conception des armes et des accessoires. Il utilisa différentes références, affirmant s'être « inspiré d'images dans des livres et sur le Web », ainsi que de films comme Fanfan la Tulipe ou L'Affaire du Collier. toi8 devait d'abord travailler sur le character design, mais les contraintes de temps firent passer ce travail à Tomomi Ozaki. Ozaki nota que Furuhashi demandait que les personnages « n'aient pas trop l'air de personnages de manga ni trop réels, ni trop dans le style des anime », et qu'il les voulait fidèles aux détails historiques. Elle ajouta qu'elle s'est en partie inspirée de portraits historiques de l'époque comme références, et cita également d'autres sources spécifiques. « Pour les cheveux d'Anna, j'ai repris les coiffures de Brigitte Bardot. Pour le comte de Guerchy, j'ai choisi Jack Black dans Rock Academy. Durand est inspiré de Brad Pitt, et Anthony Hopkins dans Le Masque de Zorro était mon modèle pour Teillagory. »

### Musique
La compositrice Michiru Oshima affirma que c'était « la première fois depuis des années » qu'on lui donnait la chance de composer des musiques « très classiques ». Elle ajouta que pendant qu'elle composait la musique de la série, elle « essayait consciencieusement d'y ajouter une profondeur typique de la musique classique européenne », et qu'elle pensait que des musiques orchestrées allaient bien à la série car les personnages « sont tous sérieux et denses ».
La chanson BORN, composée et interprétée par Miwako Okuda, sert de générique de début à la série pendant tous les 24 épisodes. Le générique de fin, OVER NIGHT par Aya, qui est aussi utilisé dans tous les épisodes, a été spécialement composé pour le projet. Aya affirma qu'elle s'était inspirée de la première illustration qu'on lui avait montrée, représentant « D'Éon, trempé du sang de sa victime, marchant dans Paris en flammes en tenant la main de Lia ».

## Média

### Sorties télévisées et DVD
Le Chevalier D'Éon fut diffusé au Japon sur WOWOW du 19 août 2006 au 2 février 2007. Animax diffusa également la série au Japon mais aussi sur ses réseaux à l'étranger, y compris en anglais en Asie du Sud et en Inde,. Le premier épisode de la série fut également projeté au Festival International d'animation d'Ottawa en septembre 2006.
En octobre 2007, Media Factory sortit la série en DVD au Japon, en 12 volumes contenant deux épisodes chacun. La série fut d'abord licenciée par ADV Films en Amérique du Nord, mais les droits furent transférés à Funimation en 2008, avec les droits de plusieurs autres séries animées. AVD Films sortit six DVD de quatre épisodes chacun en décembre 2007. En décembre 2008, Funimation sortit une édition complète des DVD de la série, contenant tous les épisodes en quatre disques seulement. Les deux premiers DVD contiennent des commentaires avec certains épisodes, et un disque bonus avec des vidéos promotionnelles et des interviews des doubleurs japonais est également inclus.

### Manga
Le manga, illustré par Kiriko Yumeji sur un scénario de Tow Ubukata, raconte une histoire complètement différente de celle de la série animée. Ubukata le décrit comme « une tentative humoristique de combiner D'Éon de Beaumont, la France du XVIIIe siècle, et une histoire de super-héros. » L'histoire suit D'Éon de Beaumont, un officier de police qui est aussi un membre de la police secrète de Louis XV (le « Secret du Roi ») et ses affrontements avec un culte qui sacrifie des vierges pour ses rituels.
Le manga a été publié dans Magazine Z de Kōdansha, ainsi qu'en 8 volumes tankobon, le premier d'entre eux ayant été publié en octobre 2005 et le dernier en septembre 2008. Del Rey Manga a publié le premier volume du manga aux États-Unis le 26 juin 2007, et a publié sept volumes en date du 28 juillet 2009. La version française est éditée par Asuka en 8 volumes sortis entre 2008 et 2009.

### BO
La bande originale de la série a été éditée par BMG Japan (appelé maintenant Sony BMG) le 22 novembre 2006. Elle comprend 28 pistes de musique de fond utilisées dans la série, ainsi que les versions courtes des génériques de début et de fin.

## Critiques
La critique a apprécié Le Chevalier D'Éon pour son design et son animation. Tasha Robinson de Sci-Fi Weekly a apprécié les détails des dessins, mais regretta que « les personnages ont tous le même visage plat ; leurs costumes attirent davantage l'attention que leurs visages, et le résultat est joli mais fade ». Theron Martin de Anime News Network affirma que « les arrières-plans varient un peu plus, d'un peu grossier à vraiment splendide, avec des vues de Versailles créées par ordinateur qui rivalisent même avec les détails du meilleur travail de Gonzo. Bien que la série utilise des scènes statiques, ni elles ni d'autres raccourcis ne se retrouvent dans les combats à l'épée bien chorégraphiés, où l'attention aux détails et les changements de perspective compensent largement les quelques défauts qu'on trouve par ailleurs ». Chris Beveridge de Mania.com affirma que « les détails et la précision de nombreuses scènes sont vraiment géniales à regarder. » De la même manière, Brett D. Rogers de Frames Per Second apprécia le design et l'animation, affirmant qu'ils étaient « joliment rendus en style rococo et gothique pour recréer l'ambiance de la France du XVIIIe siècle », mais il ajouta que « l'ordinateur est bien utilisé pour reproduire les espaces vastes et opulents de Versailles, mais les transitions entre ces effets et l'animation principale sont un peu grossières ». Le scénario reçut des critiques mitigées. Robinson regretta que dans l'ensemble le scénario « tombe à plat » et qu'il est « donné trop rapidement et avec peu de sentiments ». Elle compara Le Chevalier D'Éon à Gankutsuou de GONZO, décrivant les deux séries comme « très parlantes mais assez rapides pour provoquer la confusion ». Martin apprécia le rythme de la série, considérant que c'était « une des vraies clés de la qualité de cette série ».